# Chálid al-Atraš
Chálid al-Atraš (* Saida) je palestinský diplomat a velvyslanec Státu Palestina v České republice.

## Život
Narodil se uprchlickém táboře Ein el-Hillweh v libanonské Saidě. Později se celá rodina musela odstěhovala do syrského Damašku. Tam pokračoval ve studiích a vystudoval vysokou školu.
Palestinským velvyslancem v Česku se stal po úmrtí Džamála al-Džamál  v roce 2014. Předtím působil jako mimořádný a zplnomocněný velvyslanec v Bosně a Hercegovině v letech 2010–2014.